# Breitenberg (Tannheimer Berge)
Pour les articles homonymes, voir Breitenberg.
Le Breitenberg (littéralement « montagne large ») est un sommet des Alpes, à 1 838 m d'altitude, dans les Alpes d'Allgäu, et en particulier dans les montagnes de Tannheim, en Allemagne (Bavière).